# ヒスパニア・キテリオル

紀元前197年のイベリア半島
橙がヒスパニア・キテリオル
緑がヒスパニア・ウルテリオル

ヒスパニア・キテリオル（ラテン語: Hispania Citerior）は、ヒスパニアに置かれたローマ帝国の属州のひとつ。

## 地理
「こちら側のヒスパニア」「近いほうのヒスパニア」を意味する。ヒスパニア・キテリオルの範囲はイベリア半島の地中海岸であり、その南端はカルタゴ・ノバ（現在のスペイン・ムルシア州カルタヘナ）の町である。大まかには今日のカタルーニャ州とバレンシア州の範囲が含まれている。カルタゴ・ノバより南にはヒスパニア・ウルテリオルがあり、ヒスパニア・ウルテリオルは「向こう側のヒスパニア」を意味する。

## 歴史

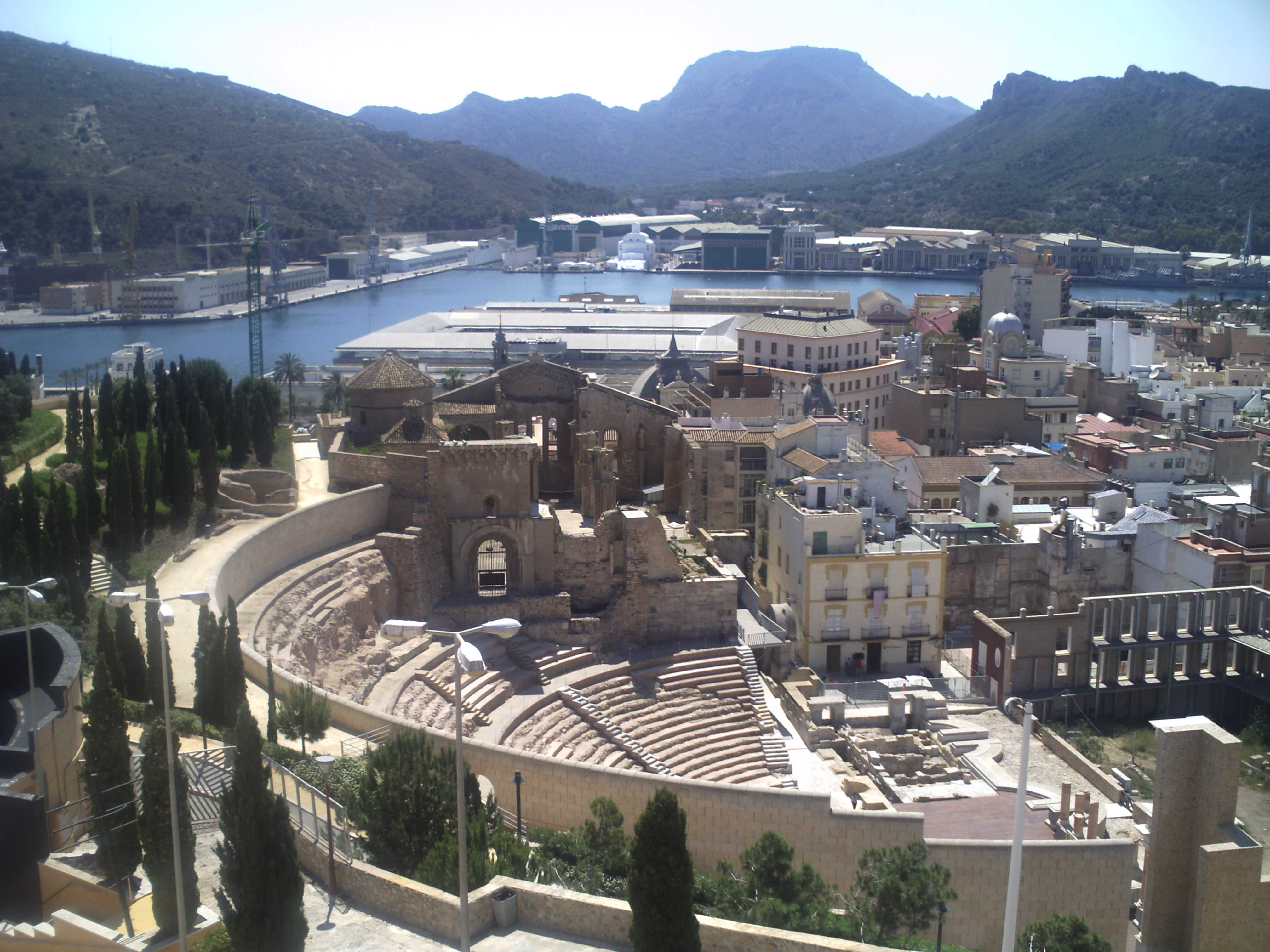
今日のカルタヘナ

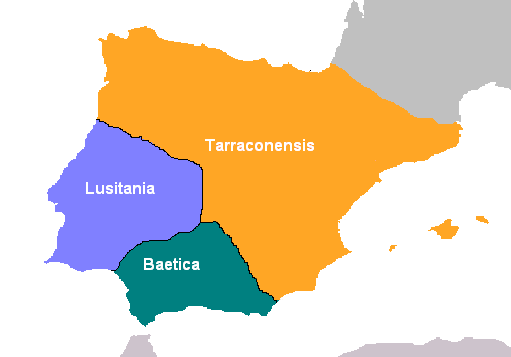
アウグストゥスによる属州再編後のヒスパニア

第二次ポエニ戦争中の紀元前209年、大スキピオはイリッパの戦いでカルタゴ人に勝利し、手中に収めた町をカルタゴ・ノバ（現在のカルタヘナ）と命名した。このローマ軍の勝利により、ローマはカルタゴ人のヒスパニア南部での進軍を阻み、エブロ川までのヒスパニア地中海岸を手に入れた。
第二次ポエニ戦争終結から4年後の紀元前197年には、ヒスパニア・キテリオルとヒスパニア・ウルテリオルという2つの属州が設立された。ヒスパニア・キテリオルの統治者はこの地域より西側に住んでいたケルティベリア人と何度か戦い、第一次ケルティベリア戦争などが起こった。
紀元1世紀末、アウグストゥスはヒスパニアの属州を再編成し、ヒスパニア・キテリオルはより大きな範囲のヒスパニア・タラコネンシスに置き換えられた。ヒスパニア・タラコネンシスはローマ人が征服したヒスパニア中央部・北部・北西部を含んでいる。アウグストゥスはまた、ヒスパニア・ウルテリオルをヒスパニア・バエティカと改称し、ヒスパニア第3の属州としてヒスパニア・ルシタニアを新設した。